# Ahmed Khalil (futbolista nacido en 1994)
Ahmed Khalil (Kairuán, 21 de diciembre de 1994) es un futbolista tunecino que juega en la demarcación de centrocampista para el Club Africain del Championnat de Ligue Profesionelle 1.

## Selección nacional
Hizo su debut con la selección de fútbol de Túnez el 26 de enero de 2016 en un encuentro del Campeonato Africano de Naciones de 2016 contra Níger que finalizó con un resultado de 0-5 a favor del combinado tunecino tras los goles de Mohamed Amine Ben Amor, Ahmed Akaïchi, Hichem Essifi y un doblete de Saad Bguir. El 2 de junio fue elegido por el seleccionador Nabil Maâloul para disputar la Copa Mundial de Fútbol de 2018.
Khalil disputó un partido en la Copa Mundial de Fútbol de 2018, ingresando en el segundo tiempo tras sustituir a Naïm Sliti en la victoria de Túnez por 2 a 1 frente a Panamá.

### Participaciones en Copas del Mundo
| Mundial                        | Sede  | Resultado      | Partidos | Goles |
| ------------------------------ | ----- | -------------- | -------- | ----- |
| Copa Mundial de Fútbol de 2014 | Rusia | Fase de grupos | 1        | 0     |

## Clubes
| Club          | País  | Año         | Partidos | Goles |
| ------------- | ----- | ----------- | -------- | ----- |
| JS Kairouan   | Túnez | 2013 - 2014 | 17       | 0     |
| Club Africain | Túnez | 2014 -      | 132      | 5     |

## Palmarés

### Campeonatos nacionales
| Título                               | Club          | País  | Año  |
| ------------------------------------ | ------------- | ----- | ---- |
| Championnat de Ligue Profesionelle 1 | Club Africain | Túnez | 2015 |
| Copa de Túnez                        | Club Africain | Túnez | 2017 |
| Copa de Túnez                        | Club Africain | Túnez | 2018 |